# ノースカロライナ州立大学
ノースカロライナ州立大学（英語: North Carolina State University）は、ノースカロライナ州ローリーに本部を置くアメリカ合衆国の州立大学。1887年創立、1887年大学設置。大学の略称はNC State, NCSU。
学生数約35,000人(大学院生は全体の28%程度)を擁する。近年のノーベル賞受賞者の輩出を含め、米国屈指の研究機関である。
ノースカロライナ大学システム(UNC System)を構成するノースカロライナ大学群の一つであり、アメリカ東海岸に位置するノースカロライナ州最大の学術研究機関である。Land Grant (土地開発研究助成)、Sea Grant (海洋研究開発助成)、Space Grant (宇宙開発研究助成)の全ての助成指定を受けており、政府の研究助成金の割り当て金額で常にトップ5にランクインする名門州立大学として知られる。
アメリカ東海岸最大の研究地域であるリサーチ・トライアングル・パークを構成する三大学のうちの一つであり、その他には、ノースカロライナ大学チャペルヒル校、デューク大学がある。リサーチ・トライアングル・パークは、スタンフォード大学が牽引するアメリカ西海岸最大のシリコンバレーとよく比較され、東海岸最大の新興研究開発推進地域として期待されている。

## 基本情報
東海岸南部に位置する大学としては珍しく、白人の学生が65%以上を占める。SATの平均スコアは1,300である。（1,600点満点）大学生の4年以内の卒業率は約40%である。

## 歴史
1887年にノースカロライナ州の州都であるローリーに創設された。1932年にノースカロライナ州内の3つの大学（ノースカロライナ州立大学・ノースカロライナ大学チャペルヒル校・ノースカロライナ大学グリーンズボロ校）が統合されて以来、1969年までにシャーロット校、アッシュビル校、ウィルミントン校も加わって、UNC(University of North Carolina) として単一のシステム(UNC System)で運営されている。研究開発においては、米国のハイテク産業を牽引する大学の一つとして知られ、また、『誰でも使える』がモットーのユニバーサルデザインを発祥した芸術・デザイン系の大学としても知られる。なお、スウェーデン王立アカデミーがノミネートするノーベル賞受賞者を輩出している大学としても歴史に名を刻む。

## 教育
連邦政府からの補助金額は全米で常に5位以内で、産業界からの補助金額においても全米8位、研究者の特許保有数は全米9位であり、世界屈指の研究学術機関である。工学に関する研究の評価が特に高い。

## ランキング

### 主要世界大学ランキング
- THE世界大学ランキング: 第251-300位（2018年度）[4]
- QS世界大学ランキング: 第263位（2018年度）[5]
- 世界大学学術ランキング: 第201-300位（2017年度）[6]
- CWUR世界大学ランキング: 第205位（2017年度）[7]

### U.S.News & World Report大学ランキング
- 世界大学ランキング: 第222位（2018年度）[8]
- 全米大学総合ランキング：第81位（2018年度）[9]
- 全米州立大学ランキング: 第33位（2018年度）

US NEWS主要研究課程ランキング(2019)
- 工学部: 第24位（原子力(4), 農業(8), IE(16), 材料(18), 化学(21), 土木(23), 計算機(26), 環境(27), 航空宇宙(30), 電気(32), 医用生体(34), 機械(38)）
- 計算機科学部: 第43位
- 物理学部: 第52位
- 化学部: 第52位
- 生物学部: 第85位
- 数学部: 第53位
- 統計学部: 第16位
- 経済学部: 第55位
- 心理学部: 第112位
- 社会学部: 第47位
- 地球科学部: 第68位
- 獣医学部: 第3位

#### 専門大学院
- 経営学大学院(MBA): 第92位
- 公共政策大学院: 第44位
- 教育学大学院：第46位

## カレッジ
本校には、下記の10のカレッジ(日本の大学における学部・研究科に相当)が存在する。
- College of Agriculture and Life Sciences
  - 農学生命科学学部・農学生命科学研究科
- College of Design
  - デザイン学部・デザイン研究科
- College of Education
  - 教育学部・教育学研究科
- College of Engineering
  - 工学部・工学研究科
- College of Humanities and Social Sciences
  - 人文社会学部・人文社会学研究科
- College of Natural Resources
  - 環境資源科学部・環境資源科学研究科
- Poole College of Management
  - プール経営学部・プール経営学研究科
- College of Sciences
  - 理学部・理学研究科
- Wilson College of Textiles
  - ウィルソン繊維学部・ウィルソン繊維学研究科
- College of Veterinary Medicine
  - 獣医学部・獣医学研究科

## アクセス
ローリーへの空路による直行便の就航都市は下記を含む約40都市に上る。
- ロンドン(イギリス)
- パリ(フランス)
- カンクン(メキシコ)
- トロント(カナダ)
- ニューヨーク
- ボストン
- ワシントン
- ロサンゼルス
- サンフランシスコ
- マイアミ
- デトロイト
- アトランタ

## 大学附属図書館群
2013年1月に130億円以上の建設費用を投資してオープンしたJames B. Hunt Libraryは、Automated libraryと呼ばれる世界中でも類を見ない次世代型の図書館である。BookBotと呼ばれる「人間に代わって、本を本棚から取りに(または、収納をしに)行くロボット」がこの図書館では導入されている。また、現代的なスタイルを取り入れた建築様式で、世界で最も美しい50の図書館において14位にランクインし、世界で最も素晴らしい図書館25選(25 Coolest College Libraries)にも選出されている。ただし、この他にもキャンパス内には4つの図書館(NCSU Libraries)があり、同大学が誇る最大の図書館は飽くまでもD. H. Hill Libraryであることには留意されたい。図書館群全体での蔵書総数は450万冊以上と言われている。

## キャンパス
本学は、州都RaleighにCentral Campus（中央キャンパス）, South Campus（南キャンパス）, West Campus（西キャンパス）, North Campus（北キャンパス）, East Campus（東キャンパス）, Centennial Biomedical Campus（生医学キャンパス）, Centennial Campus（記念キャンパス）の7つのキャンパスを有し、総面積2,110エーカー（8.5平方キロメートル）を誇る。キャンパス内には大学利用者用の無料シャトルバスが早朝から深夜まで数分〜十数分間隔で運行されており、各々のバスの「現在地」と進行方向、バス停情報等がスマートフォン用のアプリケーションで常に確認できるようになっている。
学内には大学運営のジムが存在し、フィットネスクラブ、温水プール・クライミング施設、サウナ等を無料で利用することができる。
多々のショッピングセンターが広大なキャンパス内に存在し、映画館やカフェテリア、ずらっと並んだ各種飲食店は車・バスでのアクセスに恵まれる。

## 記念キャンパス
同大学はメインキャンパスの他に、大学の創立100周年を記念して作られた記念キャンパス（Centennial Campus）を擁している。この記念キャンパスでは、多分野の産学協同研究プロジェクトが推進されており、バイオテクノロジーや各種工学を中心とした、複数のベンチャー企業が拠点を置いている。Linuxディストリビューションの最大手であるレッドハットやPC大手メーカーIBM、繊維材料系大手のデュポン等がこのキャンパス内に研究所・実験設備を擁している。

## スポーツ
大学ではバスケットボール、フットボール、野球などあらゆるスポーツが盛んで、アトランティック・コースト・カンファレンスに所属していて、ウルフパック（Wolfpack）をチーム名としている。特にバスケットボールは過去にデイヴィッド・トンプソンを輩出しており、毎年近隣の強豪であるデューク大学、ノースカロライナ大学チャペルヒル校と、あるいは他の強豪との熾烈な対抗戦を繰り広げる。
スポーツ施設は、主キャンパス内のレノルズ・コロシアム（Reynolds Coliseum）で行う場合もあるが、中央キャンパスのシンボルである記念ベル・タワーから北西へ5.5 km（3.4マイル）離れたカーター・フィンレイ・スタジアム（Carter–Finley Stadium）および1997年に開館したPNCアリーナである。両施設の周りは、ノースカロライナ・ステート・フェア（North Carolina State Fair）が行われるグラウンドである。

## 著名な出身者
多岐分野にわたる著名人・有名人・セレブリティを輩出している。
- テイサク・スギシタ(en:Teisaku Sugishita)(漢字不明)  -  アジア人初の学位授与生(1889年)。専攻はCivil Engineering。卒業後は日本国有鉄道(通称: 国鉄)に努めた後、岐阜県に製糸場を設立したとされる。東京出身。
- ジョン・エドワーズ（en:John Edwards） - 政治家
- ラジェンドラ・パチャウリ（en:Rajendra K. Pachauri） - 環境とエネルギー問題の専門家（2007年にアル・ゴアと共にノーベル平和賞を受賞。インドの財閥タタ・グループのタタ・エネルギー研究所の所長。日本の財団法人・地球環境戦略研究機関の理事。）
- ジェームズ・グッドナイト（en:James Goodnight） - SAS Instituteの創業者。
- ジェームズ・オーウェンズ（en:James W. Owens） - キャタピラー社の最高経営責任者（2004年〜現在）。
- ダリオン・コールドウェル - アメリカの総合格闘家。
- ロナルド・メイス（en:Ronald L. Mace） - ユニバーサルデザインの提唱者。ユニバーサルデザインセンター所長。
- カレン・ジョーンズ（en:Cullen Jones） - アメリカ代表競泳選手。五輪の金メダリスト。2008年北京オリンピックではマイケル・フェルプスやジェイソン・レザックらと共にフリーリレーで金メダルを獲得。
- ネイト・マクミラン（en:Nate McMillan） - NBAのポートランド・トレイルブレイザーズの監督。元バスケットボール選手。
- パブロ・マストローニ（en:Pablo Mastroeni） - アメリカ代表サッカー選手。
- アンドリュー・ブラックマン (en:Andrew Brackman) - プロ野球選手。2007年のMLBドラフトでニューヨーク・ヤンキースからドラフト1巡目指名されている。
- デイヴィッド・トンプソン - デンバー・ナゲッツで活躍したバスケットボール選手
- 成生達彦 - 経済学者、京都大学名誉教授、元日本応用経済学会会長。

## 日本の提携大学・姉妹校
下記の4つの国公立大学と5つの私立大学との間に学生の交換留学の提携を結んでいる。
国立大学 提携校一覧
- 名古屋大学
- 熊本大学
- 長崎大学
- 奈良女子大学

私立大学 提携校一覧
- 上智大学
- 関西学院大学
- 広島修道大学
- 静岡産業大学
- 学習院大学[13][14]

## リサーチ・トライアングル・パーク(Research Triangle Park)
リサーチ・トライアングルを牽引する三大学のうちの一校である。他の2校は世界屈指の名門大学であるデューク大学、ノースカロライナ大学チャペルヒル校であり、これら3大学を中心とした研究地域はリサーチ・トライアングル・パーク(Research Triangle Park)と呼ばれる世界でも有数の研究開発地域である。また、リサーチ・トライアングル・パークは博士号保有者の割合が極めて高い地域としても知られる。

## キャンパス風景

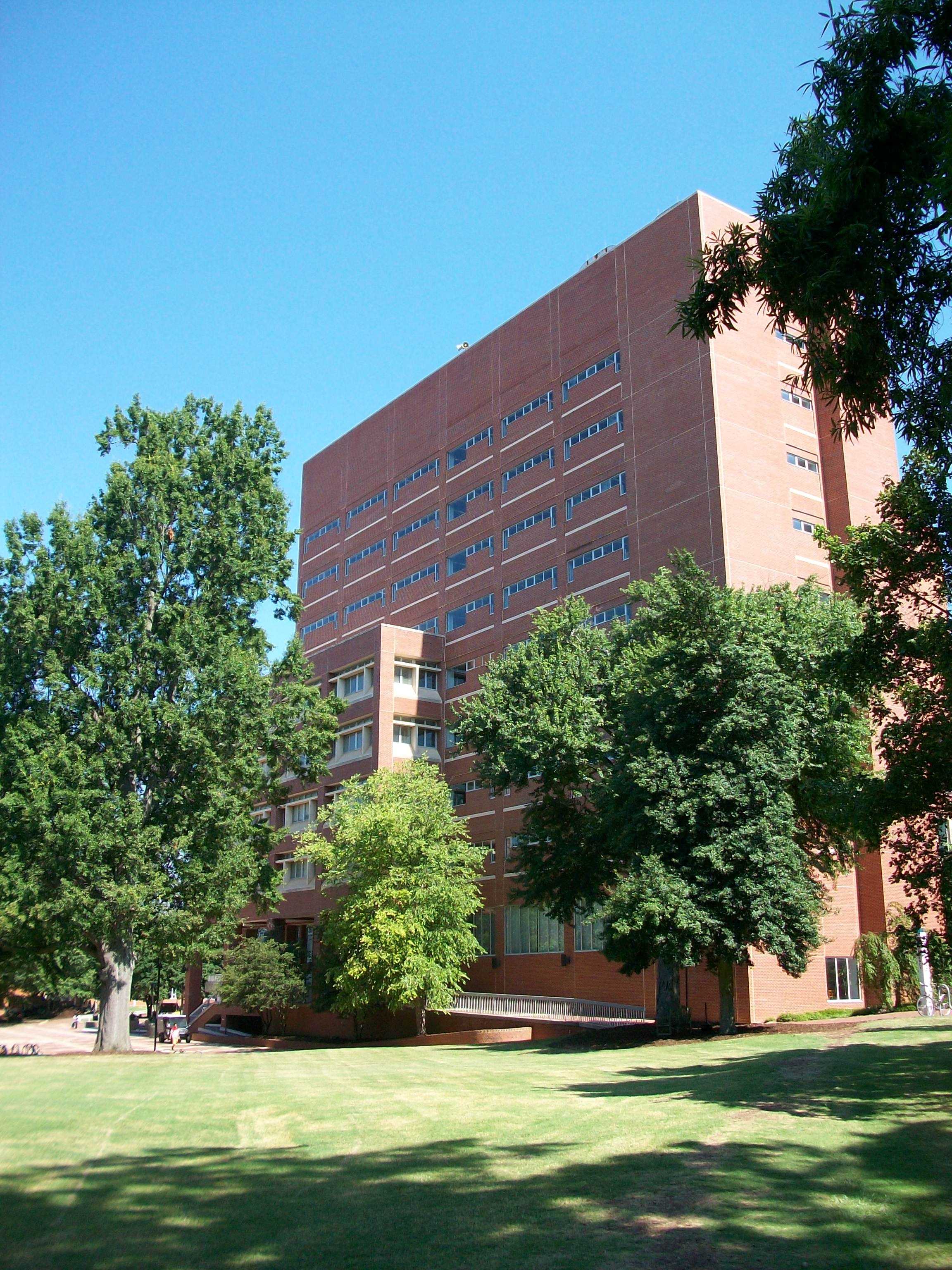
NCSU Library
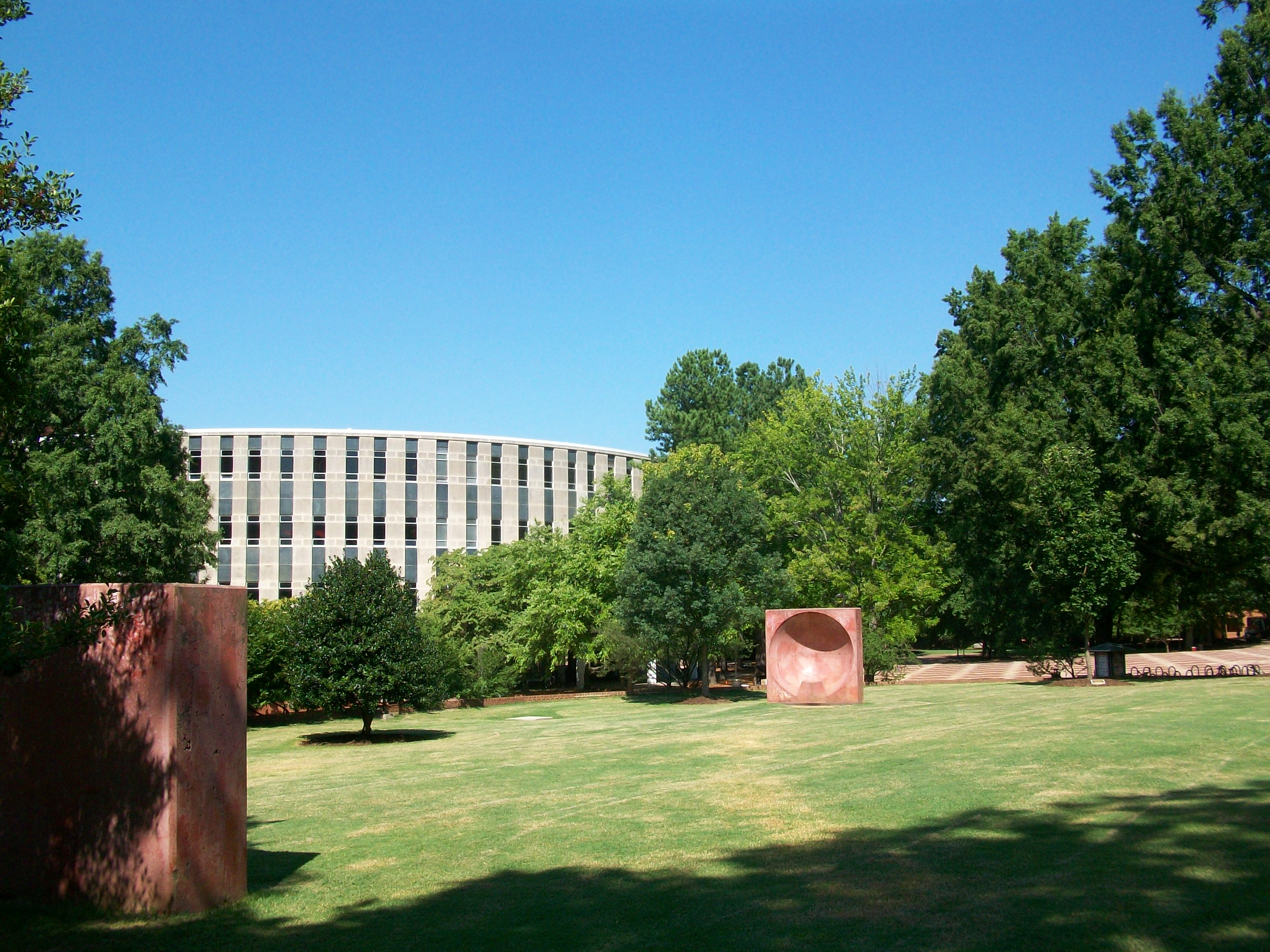
NCSU Harrelson Hall
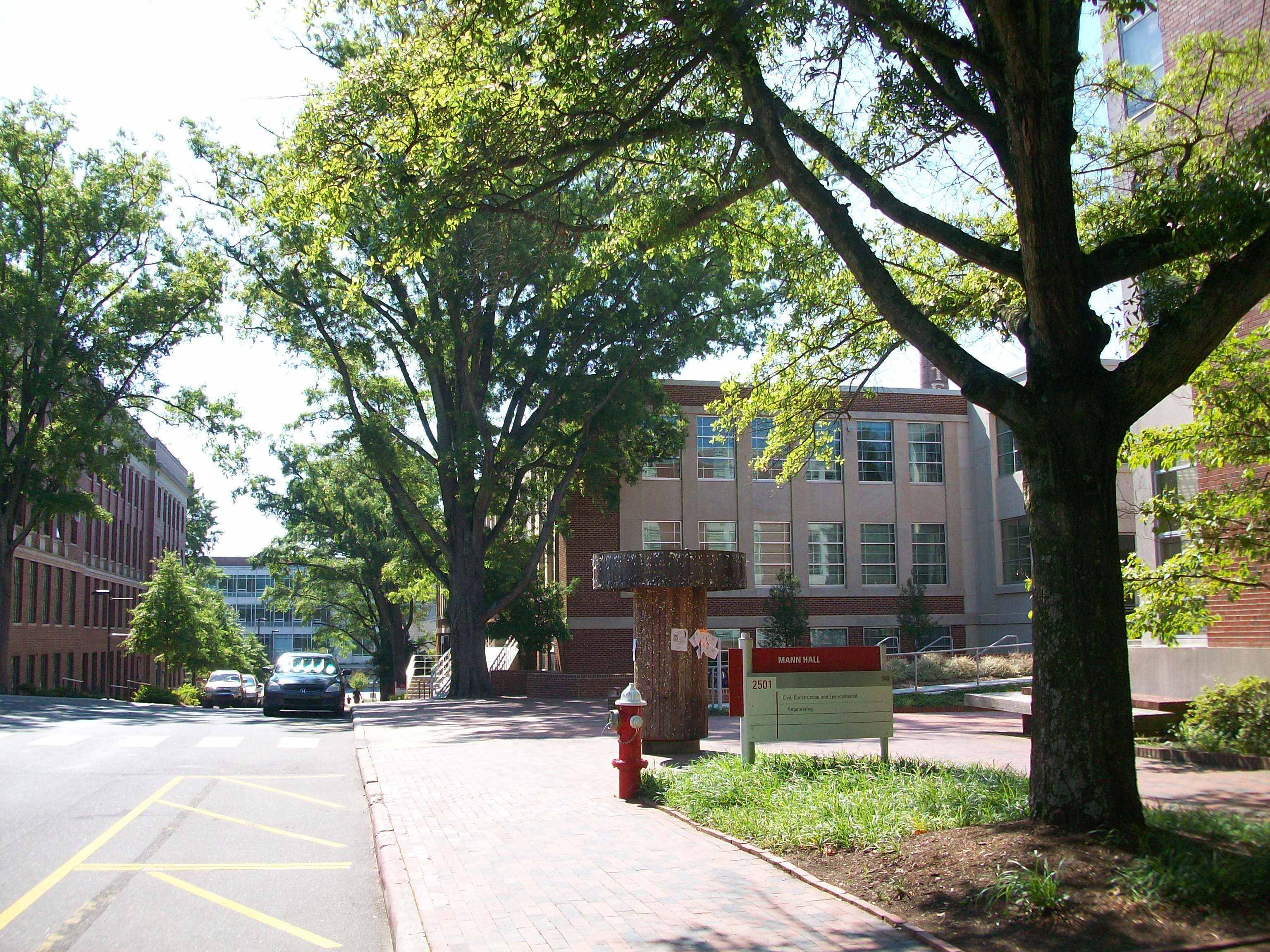
NCSU Stinson Drive
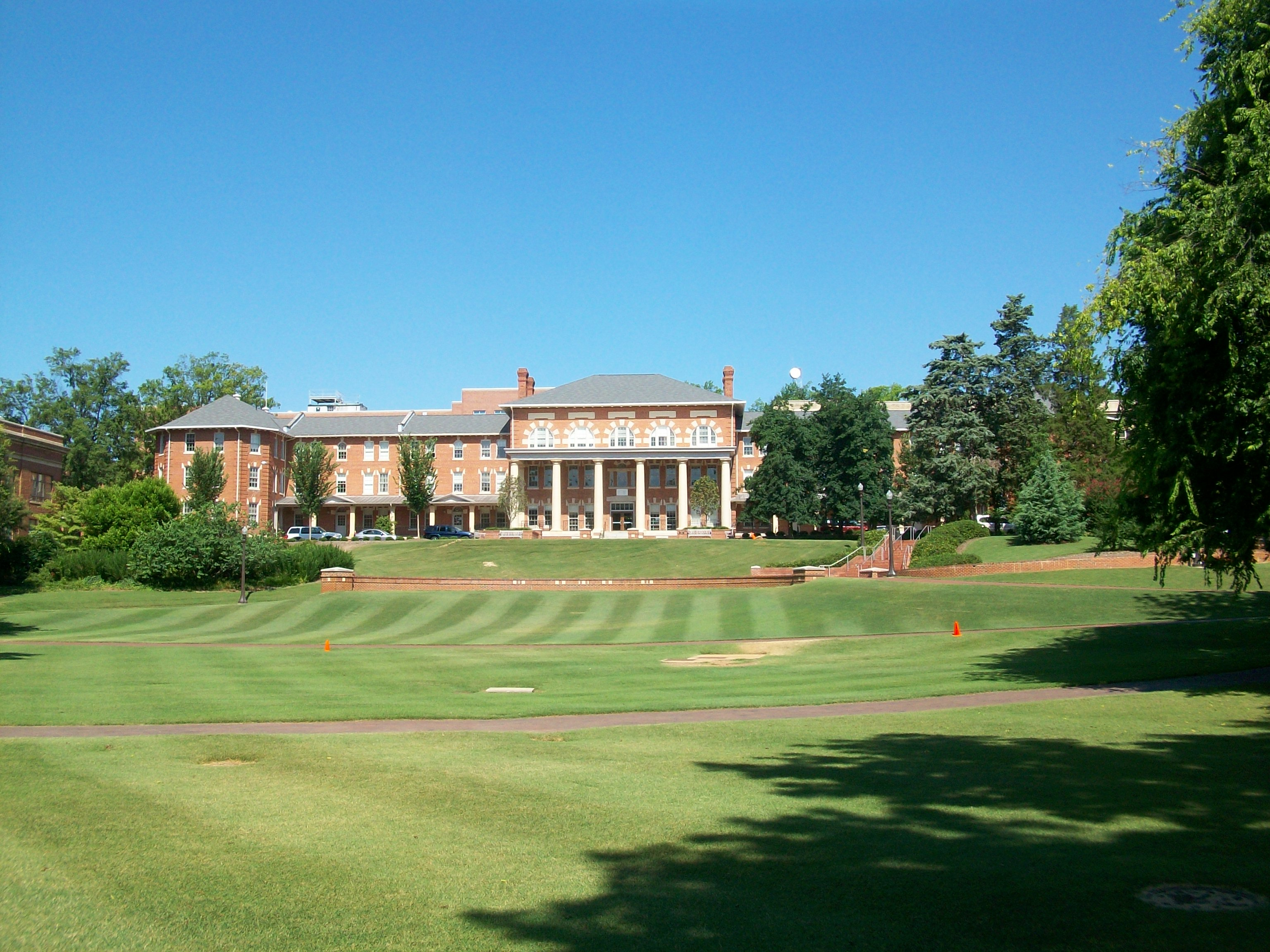
NCSU Court of North Carolina
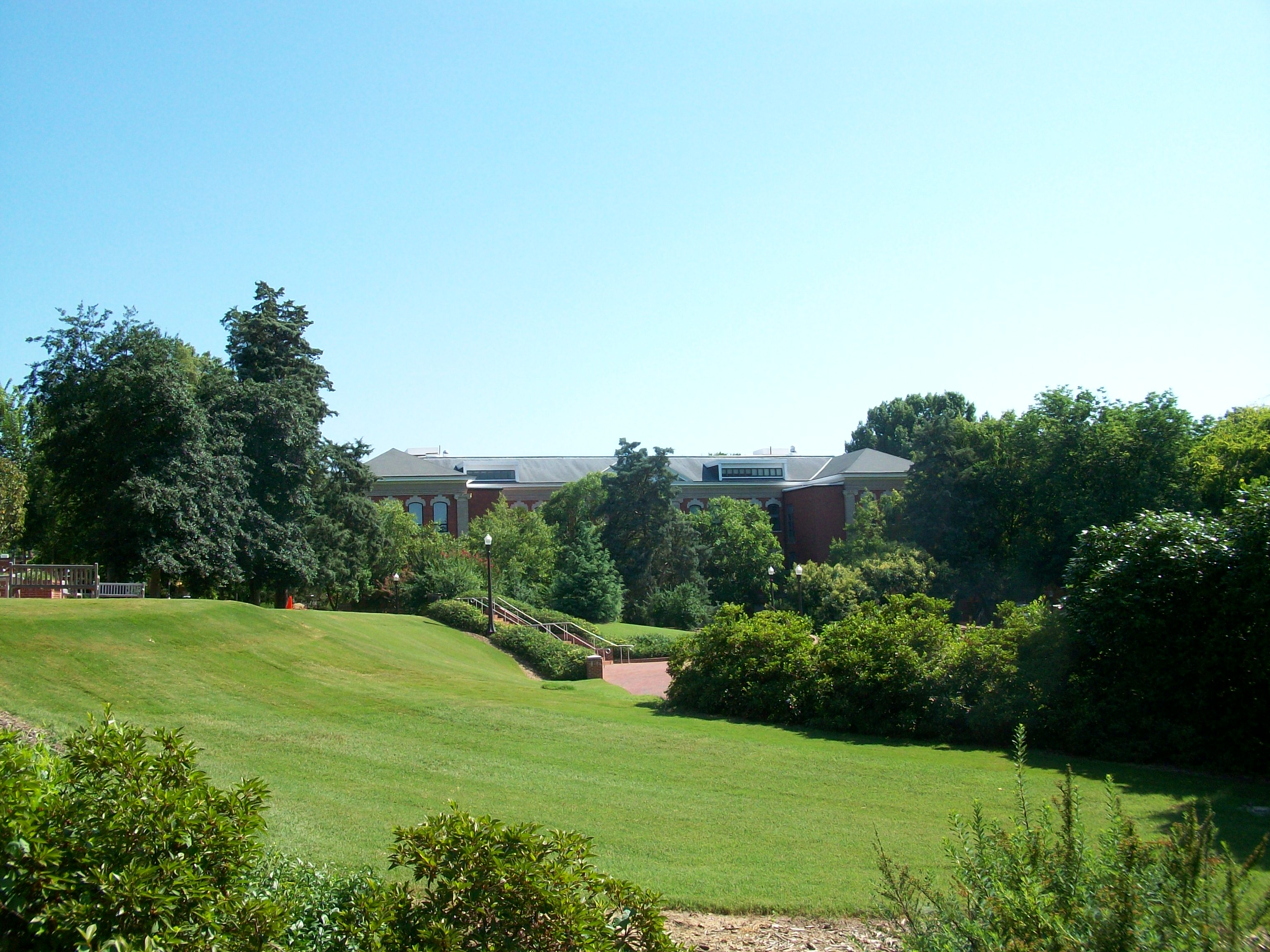
NCSU Court of North Carolina